# Église Notre-Dame du Gua
L'église Notre-Dame du Gua est une église située en France sur la commune d'Aubin, dans le département de l’Aveyron en région Occitanie.

## Protection
Elle fait l'objet d'une inscription au titre des monuments historiques depuis le 13 juin 2003.

## Description
Il s'agit d'un édifice de style néogothique, construit de 1865 à 1867 sur les plans de Louis-Auguste Boileau.